# DeaDBeeF
DeaDBeeF — безкоштовний музичний плеєр для GNU/Linux, BSD, OpenSolaris та інших UNIX-подібних систем. 30 січня 2011 року DeaDBeeF став доступний для мобільної ОС Android.
Програма в основному написана українцем Олексієм Яковенком і групою добровольців (див. у вікні плеєра «Про програму» для докладнішої інформації про її учасників). Розповсюджується на умовах GNU General Public License версії 2 (або пізнішої).

## Назва
0xDEADBEEF — магічне число, в деяких runtime-бібліотеках записуване в відведену пам'ять. Якщо програма випадково цією пам'яттю скористається, не перезаписавши «сміття» осмисленими величинами, з'явиться повідомлення: «Недопустима операція за адресою 12345678: запис за адресою DEADBEEF неможлива».

## Можливості
- Підтримка великої кількості форматів, наприклад, MP3, Ogg Vorbis, FLAC, APE, WV, WAV, M4A, MPC, TTA, CD Audio і безлічі інших
- Підтримка Cue sheet, з кодуванням UTF-8, cp1251, iso8859-1
- Підтримка тегів ID3v1, ID3v2.2, ID3v2.3, ID3v2.4, APEv2, xing/info
- Підтримка тегів ID3 не в Юнікоді в кодуванні cp1251 і iso8859-1
- Повністю підтримує Юнікод теги, як в utf8 так і в UCS2
- Підтримка музичних форматів трекерів, таких як: S3M, IT, XM, і т. ін.
- Підтримка HVSC бази пісень для SID
- gtk2 інтерфейс
- Не залежить від середовища робочого столу, GNOME або KDE
- Згортання в трей, з можливістю регулювання гучності колесом прокрутки
- Підтримка Drag-and-Drop, як усередині плеєра, так і при роботі з файловими менеджерами
- Управління відтворенням з командного рядка
- Глобальні гарячі клавіші
- Підтримка декількох плейлистів
- Відображення обкладинок альбомів
- 18-смуговий еквалайзер з підтримкою пресетів foobar2000
- Редактор метаданих
- Групове редагування в плейлисті
- Гнучка настройка стовпців заголовків програвача
- Підтримка подкастів і радіо, у форматі потоків Ogg Vorbis, MP3 і AAC
- Безперервне відтворення, виключаючи паузи між треками
- Підтримка плагінів. У комплекті йде велика їх кількість, таких як: глобальні гарячі клавіші і last.fm скроблер і т. ін. Існує SDK для розробників плагінів
- Точний розрахунок тривалості програвання для VBR MP3 файлів (з урахуванням і без xing/info тегів)
- Був перевірений і працює на x86, x86_64 та ppc64 архітектурах. Повинен працювати на більшості сучасних платформ

## Зміни у версії 0.5.0
- Додана підтримка багатоканального виходу (5.1)
- Додана підтримка виведення звуку з дискретизацією 8, 24, 32 і float32 біт
- Покращена підтримка ReplayGain, з новими опціями
- Додано новий API DSP плагінів, що дозволяє налаштовуваний DSP-ланцюжок
- Додані налаштування DSP-ланцюжка
- Підтримка VGZ у плагіні GME
- libsamplerate ресемплер переміщений в окремий DSP плагін
- Додано новий API плагіна плейлиста
- Додано новий плагін для імпорту та експорту плейлистів формату M3U і PLS
- Доданий пункт меню в «Правка-> Сортувати за» (Edit-> Sort By) для розширеного налаштування сортування
- AOSDK, SHN плагіни більше не поширюються в архіві
- Додано режим «Перемішувати альбоми» (Shuffle albums)
- Розширене редагування метаданих, що дозволяють модифікувати будь-які текстові поля, у тому числі користувацькі
- Додана підтримка редагування метаданих в декількох виділених треках
- Покращена підтримка «Виконавця альбому»
- Додана можливість виведення обкладинок в повідомленнях
- Форматування назви тепер має доступ до всіх властивостей треку
- Нова опція для автоперейменування плейлиста при додаванні директорії
- Покращено стабільність і продуктивність MP3 плагіна
- Покращена API VFS плагіна для плагінів архівів/контейнерів
- Додано новий ZIP плагін, для відтворення файлів з ZIP архівів без розпакування
- Численні виправлення помилок в плагінах CURL і AAC для збільшення стабільності
- Виправлена проблема непрацюючих гарячих клавіш після перезавантаження
- Численні покращення в плейлисті, сортування і групування
- Виправлені помилки рендерингу gtk-віджетів (плейлист, панель вкладок і т. ін.)
- Кілька поліпшень в парсер cue файлів;
- Доданий вибір OSS пристрою в GUI
- Додано збереження та відновлення розташування і розміру залежно від уподобань
- Доданий плагін Converter, дозволяє конвертувати з будь-якого підтримуваного формату використовуючи пресети енкодерів
- Доданий плагін Soundtouch, що дозволяє проводити ресемплінг, зміну висоти/темпу, розтягнення часу і т. ін.
- Додана підтримка файлів розміром більше 2 GB
- Виправлено зависання CD Audio плагіна після зміни CD
- Додано налаштування списку підтримуваних розширень для плагінів SNDFILE і FFMPEG
- Додано опис з прикладами для плагина shellexec
- Додано безперервне (gapless) відтворення mp3
- Збільшена швидкість пошуку
- Додана опція командного рядка — play-pause

## DeaDBeeF на мобільній платформі Google Android

### Реліз версії 1.0.2
6 червня 2011 була представлена версія 1.0.0 для мобільної ОС Google Android. Протягом доби програма оновилася спочатку до версії 1.0.1, а потім до версії 1.0.2 (поточна версія у крамниці). Автором було оголошено, що для мобільної ОС Google Android буде дві версії: безкоштовна (з рекламою та без віджету на робочий стіл) і про-версія (відповідно, без реклами і з віджетом) — в усьому іншому версії ідентичні.
Версія для Android ґрунтується на комп'ютерній версії 0.5.1, плюс спеціальні твіки для мобільної осі. У програмі повністю перероблений інтерфейс, в порівнянні з попереднім релізом, доданий еквалайзер і «незліченна кількість змін» (за висловом самого автора).

### Особливості DeaDBeeF на Android
- пакет з плагінами ставиться окремо, це пояснюється бажанням зменшити розмір базового пакета і дотримати умови GPL/LGPL ліцензії
- працює на Android 1.6 і наступних версіях
- ефективно використовує ресурси телефону і не уповільнює його роботу
- швидкий MP3-декодер, оптимізований для роботи на процесорах ARM, що дозволяє збільшити час роботи акумулятора на 30-50 % (за результатами тестування на HTC Desire, з версією Android 2.2)
- збережені всі можливості linux-версії плеєра, так як використовується той самий високоякісний двигун для програвання
- множинність плейлистів
- відтворення без павз між треками
- різні режими перемішування треків і альбомів
- відтворення по колу
- підтримка великої кількості форматів, які портовані, або портуються з Лінукса
- підтримка більшості lossless форматів: FLAC, WavePack (у тому числі. iso.wv), APE*, TTA, WAV*
- підтримка найпопулярніших форматів: MP3, OGG Vorbis, MusePack, AAC/MP4
- підтримка багатьох малопоширених форматів: MOD, S3M, NSF, SID* та інших
- підтримка Юнікоду, кириличних тегів і багато інших функцій